# Joanna Riding
Joanna Riding (nacida como Joanne Riding; Lancashire, 9 de noviembre de 1967) es una actriz británica. Por su trabajo en los teatros del West End, ha ganado dos premios Laurence Olivier, y ha sido nominada a otros dos.

## Vida y carrera
Riding nació en Lancashire y creció en una granja, donde su padre tenía un negocio exitoso de fabricación del queso. Recibió formación teatral en el Bristol Old Vic Theatre School desde 1985 hasta 1989.
Después de salir de la escuela, trabajó en el Chichester Festival Theatre por una temporada, interpretando el papel de Anne Page en The Merry Wives of Windsor y en la adaptación de El mago de Oz. Conoció a su exmarido, el actor Peter O'Brien, en Chichester. Posteriormente sería seleccionada para el reparto de Me and My Girl del West End.
En 1993, Riding desempeñó el papel de Julie Jordan en el reestreno de Carousel de Nicholas Hytner en el Royal National Theatre, por el que ganó el premio Laurence Olivier a la mejor actriz en un musical por su actuación. En 1995 interpretó a Anne Egerman en A Little Night Music que tuvo como antagonista Judi Dench, seguida de Sarah Brown en el aclamado trabajo de Richard Eyre de Guys and Dolls, ambos en el Royal National Thatre. En 2000 fue la creadora del rol de Jane Smart en Las brujas de Eastwick en el Theatre Royal de Drury Lane, mientras que en 2003 interpretó el papel de Eliza Doolittle en el reestreno de My Fair Lady dirigida por Trevor Nunn en el Royal Theatre, por la que ganó su segundo Premio Laurence Olivier.
El 12 de mayo de 2002 apareció en la gala tributo a Richard Rogers Some Enchanted Evening en el Theatre Royal Drury Lane, que fue transmitida por la BBC Four y que posteriormente fue lanzada en DVD; en el concierto interpretó la canción «An Old Man» de Two By Two.
Riding realizó el papel de Ruth en Un espíritu burlón en 2004, que se presentó de manera itinerante en el Milton Keynes Theatre, el Theatre Royal de Bath y en el Teatro Savoy de Londres.
Desde 1 de diciembre de 2008 hasta 29 de mayo de 2010, Riding interpretó a Mrs. Wilkinson en la producción londinense Billy Elliot the Musical en el Victoria Palace Theatre, aunque entre el 23 de diciembre de 2008 y el 24 de agosto de 2009 tomó un posnatal, por lo que su papel fue interpretado por Kate Graham. Luego, encabezó un concierto en la tarde el 24 de octubre de 2010 en el Freedom Bar de Soho denominado Sondheim in Reverse, como parte de las celebraciones del cumpleaños número 80 del compositor.
En 2011, Riding protagonizó dos musicales en el Teatro Gielgud de Londres en el West End. Entre el 5 de marzo y 21 de mayo interpretó el rol de Madame Emery en la adaptación musical que la Kneehigh Theatre Company realizó de The Umbrellas of Cherbourg. La producción tuvo su preestreno en el Curve Theatre de Leicester  entre el 11 y 26 febrero. Unos meses más tarde, entre el 6 de junio y 6 de agosto, interpretó a la celosa amante italiana María Merelli en la producción londinense de Lend Me A Tenor.
En 2013 apareció en la comedia para televisión de Sky1 TV Stella interpretando a Melissa. Riding también retrató a Valerie Hobson en el musical de Andrew Lloyd Webber Stephen Ward the Musical, y fue una de las pocas personas del elenco en ser alabada por la crítica especializada.
En 2014, Riding apareció como la madre de la Cenicienta en la adaptación para el cine de Into The Woods de Stephen Sondheim realizada por Rob Marshall.

## Participaciones teatrales
| Año  | Trabajo                 | Lugar                        | Rol                    | Notas     |
| ---- | ----------------------- | ---------------------------- | ---------------------- | --------- |
| 2006 | Into the Woods          | Concierto en Londres         | Little Red Riding Hood | —         |
| 2001 | My Fair Lady            | Royal National Theatre       | Eliza Doolittle        | Reemplazo |
| 2000 | The Witches of Eastwick | Producción original West End | Jane                   | —         |
| 1998 | Oh! What a Lovely War   | Royal National Theatre       | —                      | —         |
| 1998 | Martin Guerre           | Gira                         | Bertrande              | Tour      |
| 1996 | Guys and Dolls          | Royal National Theatre       | Sarah Brown            | —         |
| 1995 | A Little Night Music    | Royal National Theatre       | Anne Egerman           | —         |
| 1992 | Carousel                | Royal National Theatre       | Julie Jordan           | —         |

## Premios y nominaciones
| Año  | Premio                  | Categoría                                | Trabajo                 | Resultado | refs  |
| ---- | ----------------------- | ---------------------------------------- | ----------------------- | --------- | ----- |
| 1993 | Premio Laurence Olivier | Mejor actriz en un musical               | Carousel                | Ganadora  | [ 1 ] |
| 1997 | Premio Laurence Olivier | Mejor actriz en un musical               | Guys and Dolls          | Nominada  | [ 3 ] |
| 2001 | Premio Laurence Olivier | Mejor actriz en un musical               | The Witches of Eastwick | Nominada  | [ 4 ] |
| 2003 | Premio Laurence Olivier | Mejor actriz en un musical o espectáculo | My Fair Lady            | Ganadora  | [ 2 ] |